# 查尔斯·波伦
查尔斯·尤斯蒂斯·波伦（英語：Charles Eustis "Chip" Bohlen；1904年8月30日—1974年1月1日），是美国的外交家，苏联问题专家，曾任驻苏联大使、驻菲律宾大使、驻法国大使。